# 黑基城堡
47°30′30″N 8°46′17″E / 47.50824°N 8.771393°E
黑基城堡（德語：Schloss Hegi）是瑞士苏黎世州城市温特图尔的一座城堡。

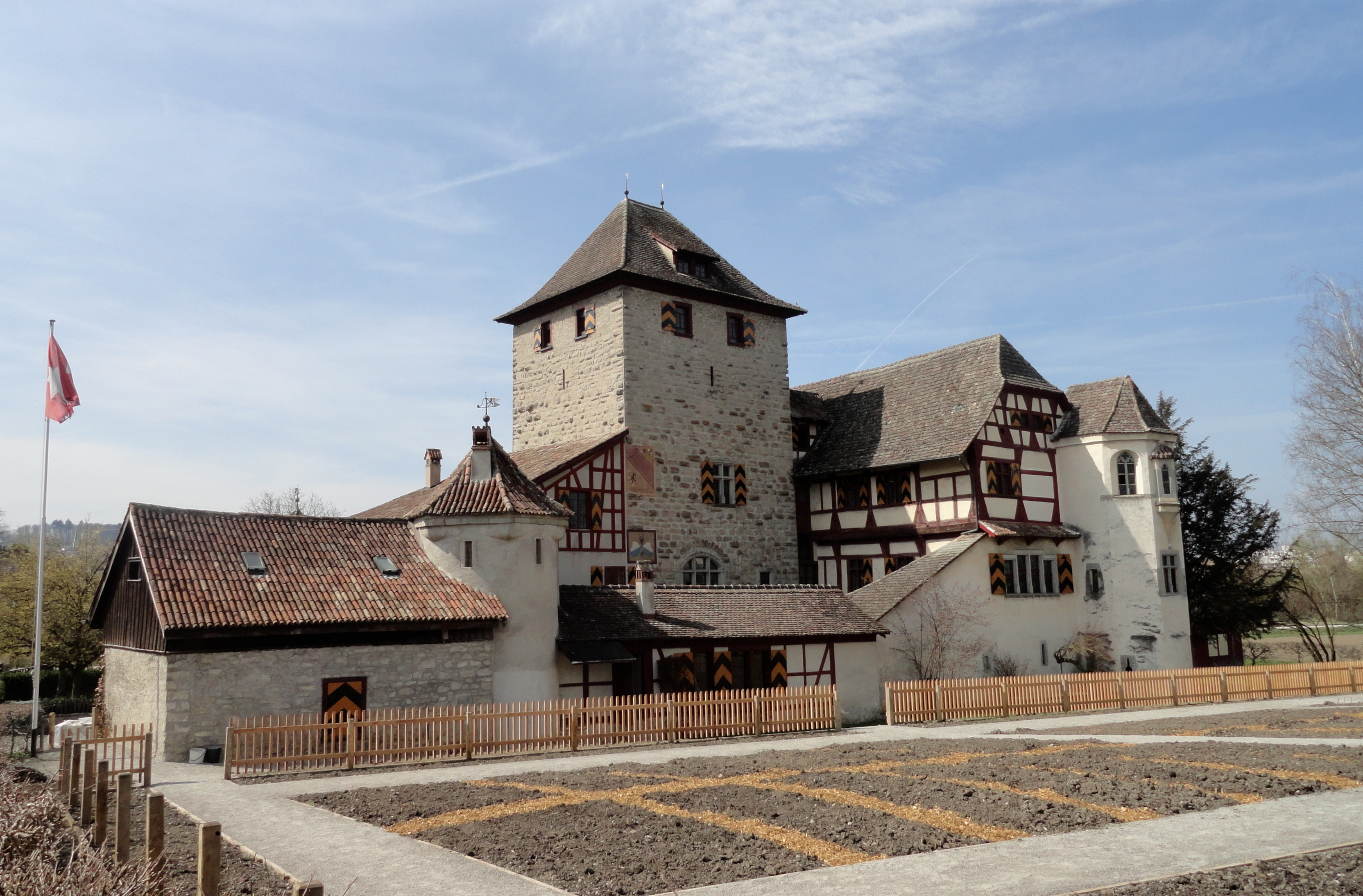
黑基城堡

黑基城堡是瑞士东北部晚期哥特式庄园的典型例子。Schloss Hegi这个名字来自苏黎世德语方言“Heg”，意为栅栏。
城堡已经列入瑞士国家重要文化财产。现有一座博物馆。

## 参看
- 瑞士城堡列表

## 外部连接
- （德文）城堡主页（页面存档备份，存于）